# Blue Team

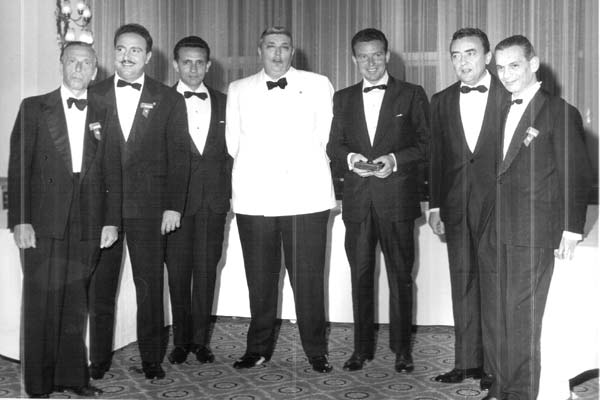
El "Blue Team", ganador del Bermuda Bowl de 1966.

Blue Team es el apelativo atribuido al equipo nacional que representó a Italia en las competiciones internacionales mayores de Bridge, dominando este deporte por cerca de veinte años, desde la mitad de los años Cincuenta hasta la mitad de los años Setenta, ganando 13 títulos mundiales, 3 olímpicos y 11 campeonatos europeos.
La mayor parte del tiempo en el cual dominaron el mundo del Bridge, el Blue Team estaba conformado por las duplas Giorgio Belladonna - Walter Avarelli, Benito Garozzo - Pietro Forquet y Camillo Pabis-Ticci - Massimo D'Alelio, con Eugenio Chiaradia y Guglielmo Siniscalco que jugaron en los primeros años, y Dano De Falco, Arturo Franco y Vito Pittalà en los últimos. Padre espiritual y capitán, más no jugador de "la nazionale" fue Carl'Alberto Perroux.
En el Blue Team jugaron algunos de los más fuertes jugadores en la historia del bridge. Belladonna y Garozzo son, prácticamente inalcanzables, calificados como los mejores jugadores de todos los tiempos, según la Federación Internacional de Bridge (WBF).

## Historia
El nombre surge desde las pruebas de 1956, en las que el equipo "azul" se enfrentaba en competencia al equipo "rojo", para decidir quién representaba a Italia en las competencias internacionales de ese año. Perroux había empezado la preparación con la esperanza de ganar el Bermuda Bowl, dominado por Estados Unidos.
El equipo de Perroux había competido por aquel trofeo (sin éxito) en 1951, disputado en Nápoles, contra los Estados Unidos (que tenía jugadores como Samuel Stayman y Howard Schenken) a pesar de sus victorias en el campeonato europeo en ese año., además de 1956 y 1957. De todas formas, Perroux no perdió la esperanza, y continuó con la preparación del que sería el equipo más ganador en la historia del bridge.
El regreso a las competiciones internacionales es en 1957, con Giorgio Belladona y Walter Avarelli, con su revolucionario sistema de subasta. Italia toma revancha de lo sucedido en 1951, y en Nueva York, vencen al equipo estadounidense ese mismo año. En ese equipo también estaban Massimo d'Alelio, Eugenio Chiaradia, Pietro Forquet y Guglielmo Siniscalco.
Fue solo el inicio: el reinado del Blue Team perduró por 12 años, ganando 10 títulos mundiales consecutivos, racha interrumpida por un 6.º lugar en la primera edición de las Olimpiadas de Bridge en Turín, en 1960.
Parte del éxito se debió a la introducción de un nuevo sistema de subasta. Los equipos anglosajones usaban los "sistemas naturales" como el ACOL y el Goren, y muy de moda en círculos ingleses y estadounidenses hasta antes de la guerra, que eran conservadores y tradicionalistas.
Los italianos introdujeron "sistemas artificiales", que eran muy inflexibles, pero a la vez, precisos. El Trébol Romano de Belladona y Avarelli, un sistema de "Trébol corto", y el Trébol Napolitano de Chiarada y Forquet, un sistema de "trébol fuerte", que la revista en línea de bridge "Trébol napolitano" atribuye al Profesor Chiaradia eran considerados "incomprensibles" para sus adversarios, que creían que daban una excesiva ventaja, al punto de ser considerados fuera del juego limpio, a lo que los italianos respondían a esto como acusaciones típicas de los perdedores. Ambos sistemas (y sus derivados) basaban la apertura en el canapé, pero con variantes que permitían un rápido acuerdo sobre el contrato a realizar, favoreciendo el juego basado sobre la mano por sobre los basados en puntos honores.
Los italianos dominaron incluso cuando los sistemas artificiales fueron de dominio público, ya que los mejoraban, aumentando la confiabilidad de los mismos.
Una clave del éxito italiano fue la reunión de esos grandes jugadores en una sola generación, en un mismo país. Ellos no solo fueron revolucionaron en la forma de declarar, sino también en el carteo, que mostraban en los "azzurros" un coraje y una fuerza que los adversarios temían incluso más que el sistema de subasta.
Años después, el Blue Team se reforzó, aún más, con la llegada en 1960 de Benito Garozzo, que llevó a su máximo punto el Trébol Napolitano, y fueron conocidos como los Fiori Blue Team, durante la década de los sesenta.
La primera parte del Blue Team culminó en 1969, con el anuncio de retiro de todos sus jugadores. Estados Unidos, con los Dallas Aces, ganaron el Bermuda Bowl en 1970 y 1971, ganándole a Taiwán. La revancha con los italianos, no pudo ser posible, ni siquiera en 1972, cuando en las Olimpiadas de Bridge de ese año, el equipo italiano se reformó. Tuvieron que esperar hasta 1974 para enfrentar a los italianos.
El Blue Team regresó a lo grande en 1973, y ganó tres veces más el Bermuda Bowl. Junto a Garozzo, Forquet y Belladonna llegaron nuevos jugadores, pero el nivel siguió en lo más alto. También cambiaron el sistema usado, haciendo una variación al Precisión, que había hecho famosos a los taiwaneses.
La última gran victoria de los italianos se dio en el Bermuda Bowl de 1975, cuando por undécima vez se enfrentaron Italia y Estados Unidos. En el match definitivo, el Blue Team logró hacer un Grand Slam a tréboles, contra un Mini Slam a Sin Triunfo de los estadounidenses en la otra mesa. El Bermuda Bowl de 1976, y las Olimpiadas de ese año, fueron ganadas por Estados Unidos y Brasil, poniendo fin a la época del Blue Team.

## Controversia
Los jugadores estadounidenses acusaron siempre al Blue Team de actos irregulares. Las continuas derrotas llevaron a la frustración, por culpa de un sistema superior de juego que poseía la "Nazionale".
Las polémicas se concentraron en choques claves en los campeonatos del mundo, pero nunca pudieron manchar la reputación de jugadores como Garozzo o Belladonna, que ganaron a nivel internacional, incluso jugando con distintos jugadores en sus equipos.
La más famosa controversia se dio en el Bermuda Bowl de 1975, en lo que se llamó el Bermuda Incident. Aquella vez un periodista norteamericano afirmó haber visto al jugador italiano Sergio Zucchelli y Franco Facchini tocarse los pies por debajo de la mesa, para intercambiar información sobre las cartas. Ese comportamiento era considerado una irregularidad, que normalmente llevaba a la expulsión del torneo. Después de ser confirmada por varios testigos, y ser enterado al presidente del jurado, este estigmatizó a los dos jugadores, pero no los expulsó. Estando ellos fuera de los últimas rondas, la superioridad italiana fue abrumadora. Después de este episodio, se instalaron barreras debajo de las mesas, para evitar todo tipo de contacto.
Un caso menos conocido fue el que se dio en el Bermuda Bowl de 1963 en Val d'Aosta. Una carta anónima, escrita en italiano, intentaba prevenir al entrenador estadounidense John Gerber, quien inició el proceso de traducirla. Después de leer el primer párrafo, avisó al entrenador Perroux de la existencia de la carta, y que solo había leído la primera parte, en donde se acusaba al equipo italiano de hacer trampa. Perroux sugirió entonces, continuar jugando de forma que los compañeros de equipo no pudieran verse las caras. Gerber, con una gran deportividad, se rehusó y pidió jugar normalmente, demostrando confianza en los italianos, y de no conservar la carta, que no leyó hasta el final, y que podría tener cosas que "pudiesen ser verdad". El gesto de Gerber asombró de tal forma al capitán del Blue Team al punto que, al terminar la competición con la victoria italiana, el Blue Team regaló el trofeo a Gerber y el equipo norteamericano, en lo que fue considerado como el gesto de más deportividad en la historia del Bridge.

## Palmarés
Bermuda Bowl (Campeonato Mundial por Equipos)
1957, Nueva York, EE. UU.
1958, Como, Italia
1959, Nueva York, EE. UU.
1961, Buenos Aires, Argentina
1962, Nueva York, EE. UU.
1963, Saint-Vincent, Italia
1965, Buenos Aires, Argentina
1966, Saint-Vincent, Italia
1967, Miami, EE. UU.
1969, Río de Janeiro, Brasil
1973, Guarujá, Brasil
1974, Venecia, Italia
1975, Southampton, Bermuda
Olimpiadas Mundiales por Equipos
1964, Nueva York, EE. UU.
1968, Deauville, Francia
1972, Miami, EE. UU.
Campeonato Europeo por Equipos
1956, Estocolmo, Suecia
1957, Viena, Austria
1958, Oslo, Noruega
1959, Palermo, Italia
1965, Ostende, Bélgica
1967, Dublín, Irlanda
1969, Oslo, Noruega
1971, Atenas, Grecia
1973, Ostende, Bélgica
1975, Brighton, Inglaterra
1979, Lausana, Suiza